# Tristram Dalton

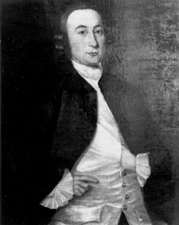
Tristram Dalton

Tristram Dalton (* 28. Mai 1738 in Newburyport, Province of Massachusetts Bay; † 30. Mai 1817 in Boston, Massachusetts) war ein US-amerikanischer Politiker und einer der beiden ersten Senatoren für den Bundesstaat Massachusetts.

## Werdegang
Dalton besuchte zunächst die Dummer Academy, eine Privatschule in Byfield, und machte dann 1755 seinen Abschluss am Harvard College. Im Anschluss studierte er die Rechtswissenschaften und wurde auch in die Anwaltskammer aufgenommen, praktizierte aber nicht als Jurist. Stattdessen schlug er eine kaufmännische Berufslaufbahn ein.
Als sich am 25. Dezember 1776 die Provinzialausschüsse der späteren Neuenglandstaaten in Providence versammelten, nahm Dalton als Delegierter aus Massachusetts an dieser Konferenz teil. 1780 gehörte er zu den ersten Mitgliedern der American Academy of Arts and Sciences. Zwischen 1782 und 1785 war er Abgeordneter im Repräsentantenhaus von Massachusetts; im Jahr 1784 hatte er als Nachfolger von Nathaniel Gorham dort den Posten des Speaker inne. 1783 und 1784 wurde er jeweils in den Kontinentalkongress gewählt, doch er nahm an den Sitzungen dieses Gremiums nicht teil. Auf Staatsebene saß er dann noch zwischen 1785 und 1788 im Senat von Massachusetts.
Schließlich erfolgte die Ernennung zum US-Senator im ersten Kongress der Vereinigten Staaten. Dort zählte Dalton wie der zweite Vertreter von Massachusetts, Caleb Strong, zur regierungsfreundlichen Pro-Administration-Fraktion, aus der später die Föderalistische Partei hervorging. Er gehörte dem Senat vom 4. März 1789 bis zum 3. März 1791 an; beim Versuch der Wiederwahl scheiterte er an George Cabot. Von November 1814 bis zu seinem Tod im Mai 1817 war Dalton dann noch als Zollaufsichtsbeamter im Hafen von Boston beschäftigt.